# Chiesa di San Silvestro (Roncegno Terme)
La chiesa di San Silvestro è una chiesa cattolica situata nel comune di Roncegno Terme, in provincia di Trento; è sussidiaria della parrocchiale di Santa Margherita di Marter e fa parte dell'arcidiocesi di Trento.

## Storia

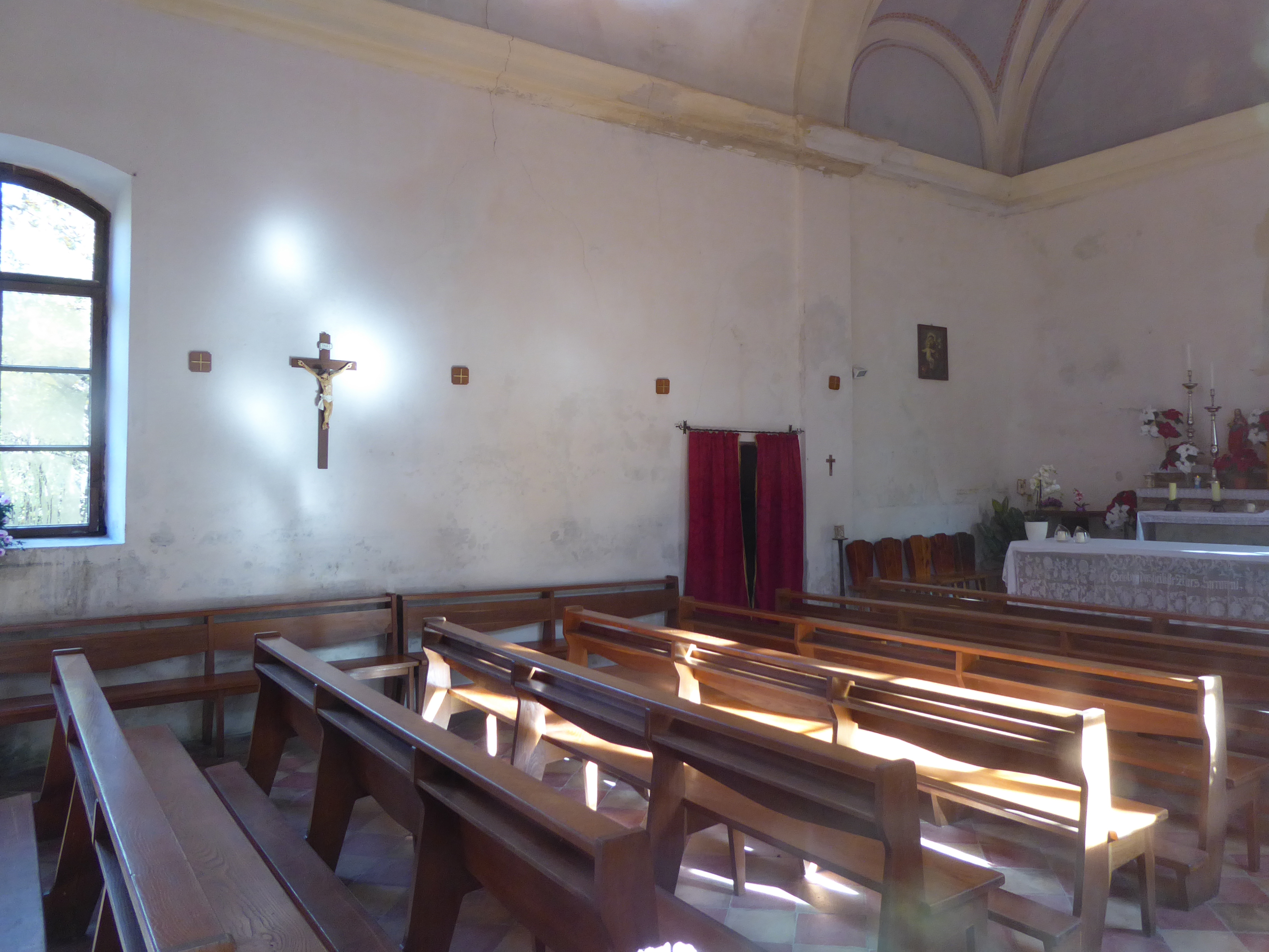
Interno

La chiesa sorse probabilmente nel Cinquecento, periodo a cui risalgono sia alcuni frammenti d'affresco (attribuibili al Secondo Maestro della Valsugana, anni 1530-40), sia la prima citazione documentale (che è del 1533); questo edificio era orientato verso nord-est, e si affacciava sulle sponde del Lago Morto (o Lago dei Masi, o Lago di San Silvestro), un'area acquitrinosa formata dal fiume Brenta, oggi scomparsa. Una visita pastorale di Giacomo Rovellio del 1590 trovò la chiesa in pessime condizioni, "somigliante piuttosto ad una stalla", e venne ordinato di sospendervi le celebrazioni.
Durante tutto il Seicento la chiesa venne custodita da eremiti, che dimoravano in un'abitazione contigua posta a sud-ovest (dove si trova ora la vecchia casa del custode); il più celebre di questi fu Domenico Pellauro da Torcegno, morto ottantenne il 29 marzo 1640, in odore di santità, e sepolto all'interno della chiesa stessa: un suo ritratto, conservato nella sagrestia della parrocchiale di Torcegno, venne realizzato post-mortem riesumando la salma, che venne trovata incorrotta. Il Pellauro si fece anche promotore di una ristrutturazione della chiesa, che infatti venne trovata in condizioni più dignitose durante una visita pastorale del 1649.
Nel 1888, sotto la spinta del curato don Luigi Schmidt, l'edificio venne parzialmente ricostruito, ruotandolo di 90° e abbattendo anche il campanile, portandolo così all'aspetto attuale. Venne poi restaurata nel 1979, riportando alla luce ciò che resta delle decorazioni cinquecentesche.

## Descrizione

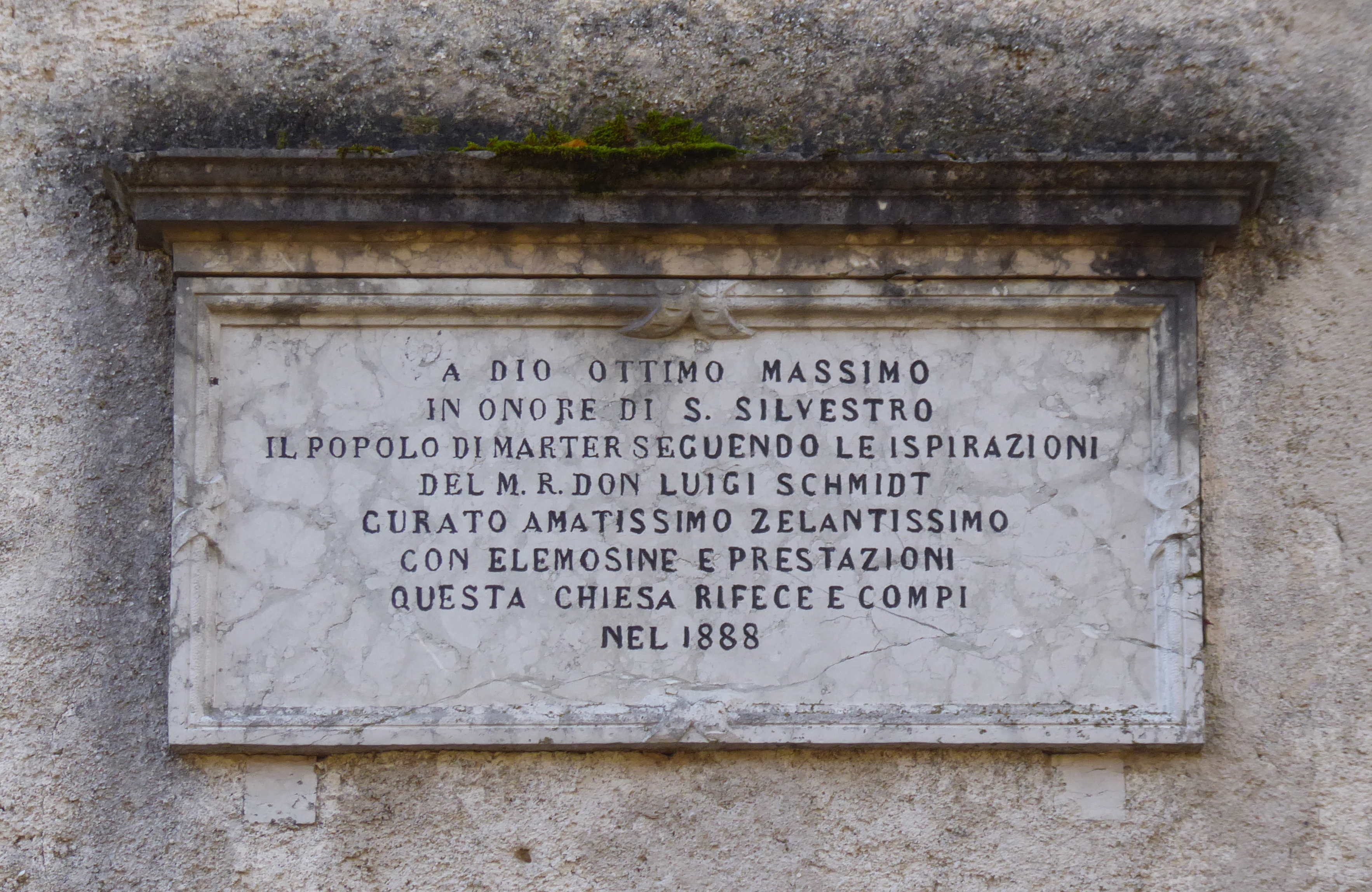
La targa in facciata

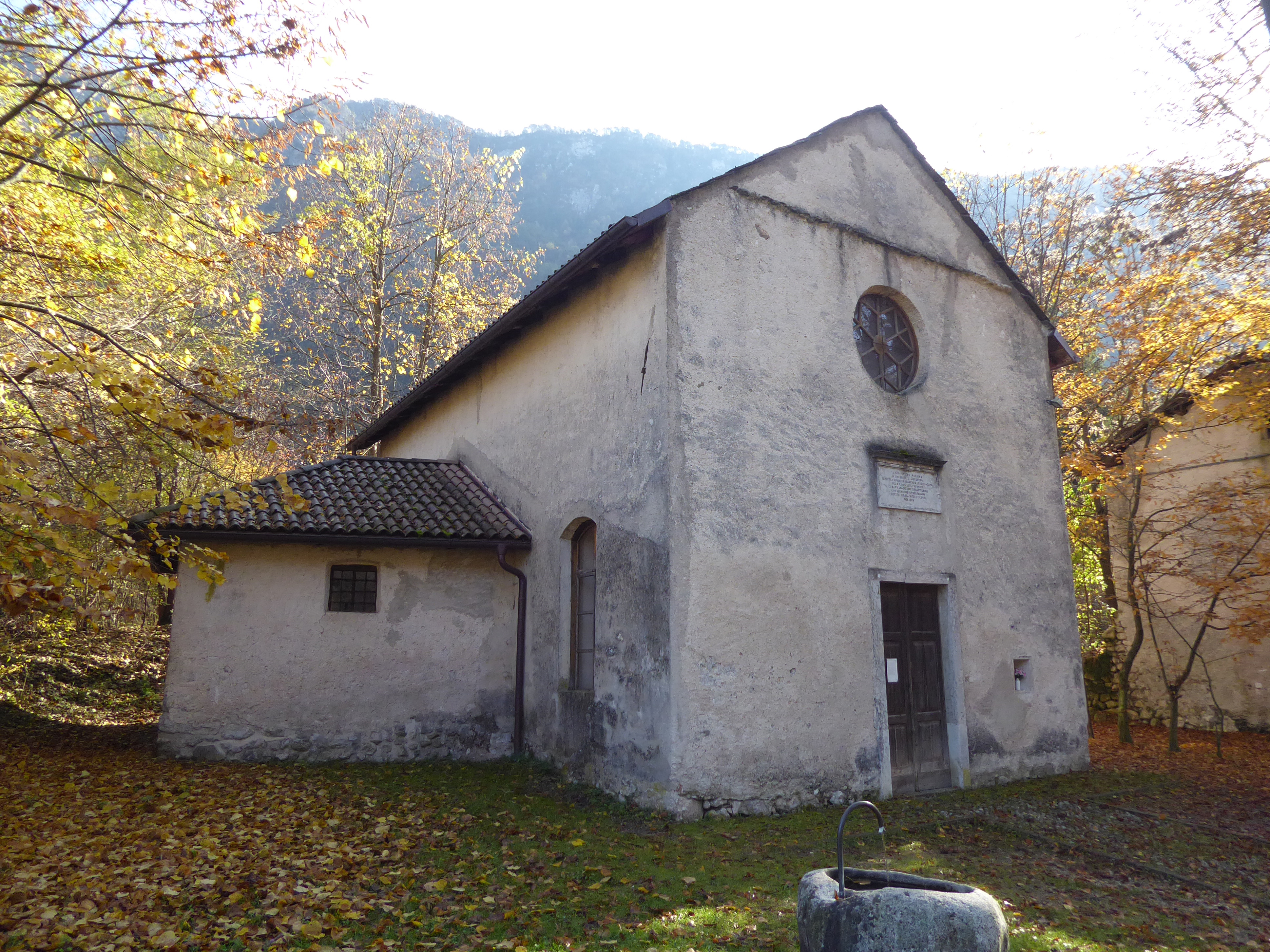
Vista angolare

La chiesa si trova lungo la strada che affianca a destra il corso del Brenta, tra gli abitati di Novaledo e Marter; appartiene al comune di Roncegno Terme ed è una sussidiaria della parrocchiale di Santa Margherita di Marter.

### Esterno
L'edificio, orientato a sud-est, si presenta con facciata a capanna semplice, aperta dal portale architravato, da una minuscola finestrella rettangolare alla sua destra, e da un grande oculo in alto, al centro; tra il portale e l'oculo è fissata una targa in memoria della ricostruzione ottocentesca. Sulla fiancata destra vi sono tre finestre a sesto ribassato e l'antico portale d'accesso alla chiesa, ora murato, con attorno resti di affreschi (è forse identificabile un san Giovanni Battista); la fiancata sinistra invece è dotata di una singola finestra, ed è caratterizzata dal volume sporgente dell'antica abside, ora adibita a sagrestia.

### Interno
L'interno è a navata unica voltata a botte; l'arco santo, poggiante su due lesene, introduce al presbiterio, rialzato di un gradino rispetto all'aula e voltato a lunetta, con vele dipinte d'azzurro e spigoli di bianco; sulla parete destra del presbiterio si trovano altre tracce degli antichi affreschi (le teste di varie figure). Dal lato sinistro della navata si accede alla sagrestia, corrispondente all'abside della chiesa più antica, descritta già da fonti dell'epoca come un "basso voltino", coperto con volta a crociera. L'unico altare ligneo, risalente al primo dopoguerra, era dotato di una pala dipinta da Leonardo Campochiesa nel 1889, raffigurante la Madonna in trono col Bambino tra san Silvestro, un Angelo fanciullo e san Domenico, ora conservata nella parrocchiale di Marter.